# ГЕС Dardanelle
ГЕС Dardanelle — гідроелектростанція у штаті Арканзас (Сполучені Штати Америки). Знаходячись між ГЕС Озарк (вище по течії) та ГЕС Carl S. Whillock (32,4 МВт), входить до складу каскаду на річці Арканзас, правій притоці Міссісіпі (басейн Мексиканської затоки).
В межах проекту річку перекрили бетонною греблею висотою від тальвегу 17 метрів (від підошви фундаменту — 27 метрів) та довжиною 818 метрів, яка потребувала 65 тис. м3 матеріалу. Вона включає розташований біля лівого берегу судноплавний шлюз з розмірами камери 183х34 метра та інтегрований у правобережну частину машинний зал. Гребля утримує водосховище з площею поверхні 138,8 км2 та об'ємом 600 млн м3.
Основне обладнання станції становлять чотири турбіни типу Каплан, потужність яких первісно становила по 32 МВт, а після модернізації у 1994-му була доведена до показника 40,2 МВт. Гідроагрегати працюють при напорі від 7,3 до 15,5 метра (номінальний напір 14,2 метра).